# Hirrius sarasinorum
Hirrius sarasinorum är en insektsart som beskrevs av Günther, K. 1937. Hirrius sarasinorum ingår i släktet Hirrius och familjen torngräshoppor. Inga underarter finns listade i Catalogue of Life.